# Hadena ptochica
Hadena ptochica là một loài bướm đêm trong họ Noctuidae.